# 埼玉高速鐵道線
埼玉高速鐵道線（日语：／ Saitama-kōsoku-tetsudō sen */?）是一條由東京都北區赤羽岩淵站通過埼玉縣川口市前往埼玉市綠區浦和美園站，屬於埼玉高速鐵道的鐵路線。除兩端車站以外，全部車站都位於川口市。車站編號使用的路線記號為SR。
2015年11月27日決定路線愛稱為「埼玉球場線」。

## 路線資料

車站圖

埼玉高速鐵道線以东京地下铁南北线终点站赤羽岩渊站为起点，延伸至埼玉县浦和美园站。除起点的赤羽岩渊站和终点的浦和美园站外，其余车站均位于川口市境内。线路大部分为地下段，仅浦和美园站及相邻车辆基地为地面设施。这是埼玉县内唯一一条拥有多个地下车站的轨道交通线路，因此被日本地下铁協会列为日本的地铁之一。
- 路線距離（營業距離）：14.6公里 地面部分0.4公里
- 軌距：1067毫米
- 站數：8個（包括起終點站）
- 複線路段：全線
- 電氣化路段：全線（直流電1500V、高架電纜）
- 地面路段：浦和美園站附近
- 閉塞方式：CS-ATC
- 車輛基地：浦和美園車輛基地（日语：浦和美園車両基地）（場所為浦和美園站北側）
- 最高速度：80公里/小時

## 历史
埼玉高速鐵道線穿行于JR東北本線（京濱東北線·宇都宮線）与东武伊勢崎線（东武天空树线）、日暮里-舍人線之间的交通廊道，沿国道122号（岩槻街道）和日光御成街道铺设，主要承担串联川口市东部/北部、埼玉市东部与东京都心的交通功能。路线的规划始于1972年都市交通审议会第15号答复，当时作为东京7号线向埼玉县延伸的区间，确定了“川口市中部...至浦和市东部”的走向。后在1985年运输政策审议会第7号答复中，埼玉县内段调整为“经鳩谷市（后并入川口市）中部，从东川口至浦和市东部”。
1992年，由埼玉县、沿线3市及帝都高速度交通营团（现·东京地下铁）等单位共同出资成立第三部门“埼玉高速铁道株式会社”，工程于1995年启动，2001年3月28日通车运营。埼玉高速鐵道線开通后改善缺乏轨道交通的原鳩谷市地区的交通状况，彻底改变了该地区原本仅靠路面交通的交通状况。
该线路总建设费用达2591亿日元，平均每公里造价170亿日元。其中赤羽岩渊站至鸠谷站（6.2公里）适用地下高速铁道整备事业费补助金制度，由业主单位埼玉高速铁路株式会社直接作为建设主体，委托帝都高速度交通营团施工；鸠谷站终点至浦和美园站段则采用P线工程制度，其中6.2~8.1公里区间由日本铁道建设公团作为建设主体负责施工；剩余浦和美园站至车辆基地的0.3公里路段，则由日本铁道建设公团转委托埼玉高速铁道实施。另外，浦和美园站作为前往“埼玉2002體育場”的主要交通门户，其周边区域实施了名为“美园之翼城”的大规模土地开发。而作为唯一采用地下隧道穿越荒川的铁路（隧道位于赤羽岩渊站至川口元乡站区间的新荒川大桥西侧），其轨道隧道下还敷设了长达12公里的环境用水导水管（自川口元乡站附近起），通过将荒川水源引至水质较差的绫濑川、芝川等四条河流，持续开展水质改善工程。

## 运行形态
| 系統      | 系統                        | 直通至    | 赤羽岩淵 | …   | 浦和美園 |
| --------- | --------------------------- | --------- | -------- | --- | -------- |
| 運行 班数 | 南北線经由 （東急線内急行） | ←新横濱   | 1本      | 1本 | 1本      |
| 運行 班数 | 南北線经由 （東急線内各停） | ←新横濱   | 1本      | 1本 | 1本      |
| 運行 班数 | 南北線经由 （東急線内各停） | ←日吉     | 1本      | 1本 | 1本      |
| 運行 班数 | 南北線直通                  | ←白金高輪 | 2本      | 2本 | 2本      |

埼玉高速鐵道線所有列车经由东京地下铁南北线，与东京地下铁南北线、東急目黑線、新橫濱線直通運行。埼玉高速鐵道線日间所有列车从浦和美園发出，毎小時5班，最远可达新橫濱站，详细运行形态如右表。从2023年東急新橫濱線开通后，在通勤高峰一部分列车自新橫濱站继续直通相鐵新橫濱線和相鐵本線，最远可达海老名站。

## 车辆
自2001年开通运营以来，埼玉高速鐵道線一直采用6节编组列车运行，但所有车站月台均预留了8节编组空间。2022年4月起，部分列车开始实施8节编组运行。埼玉高速鐵道線使用车辆包括：
- 自社車：埼玉高速鐵道2000系電聯車 (6辆)
- 直通车：營團9000系電聯車 (6、8辆)、東急3020系、5080系、3000系（日语：東急3000系電車 (2代)）、相鐵21000系電聯車 (8辆)

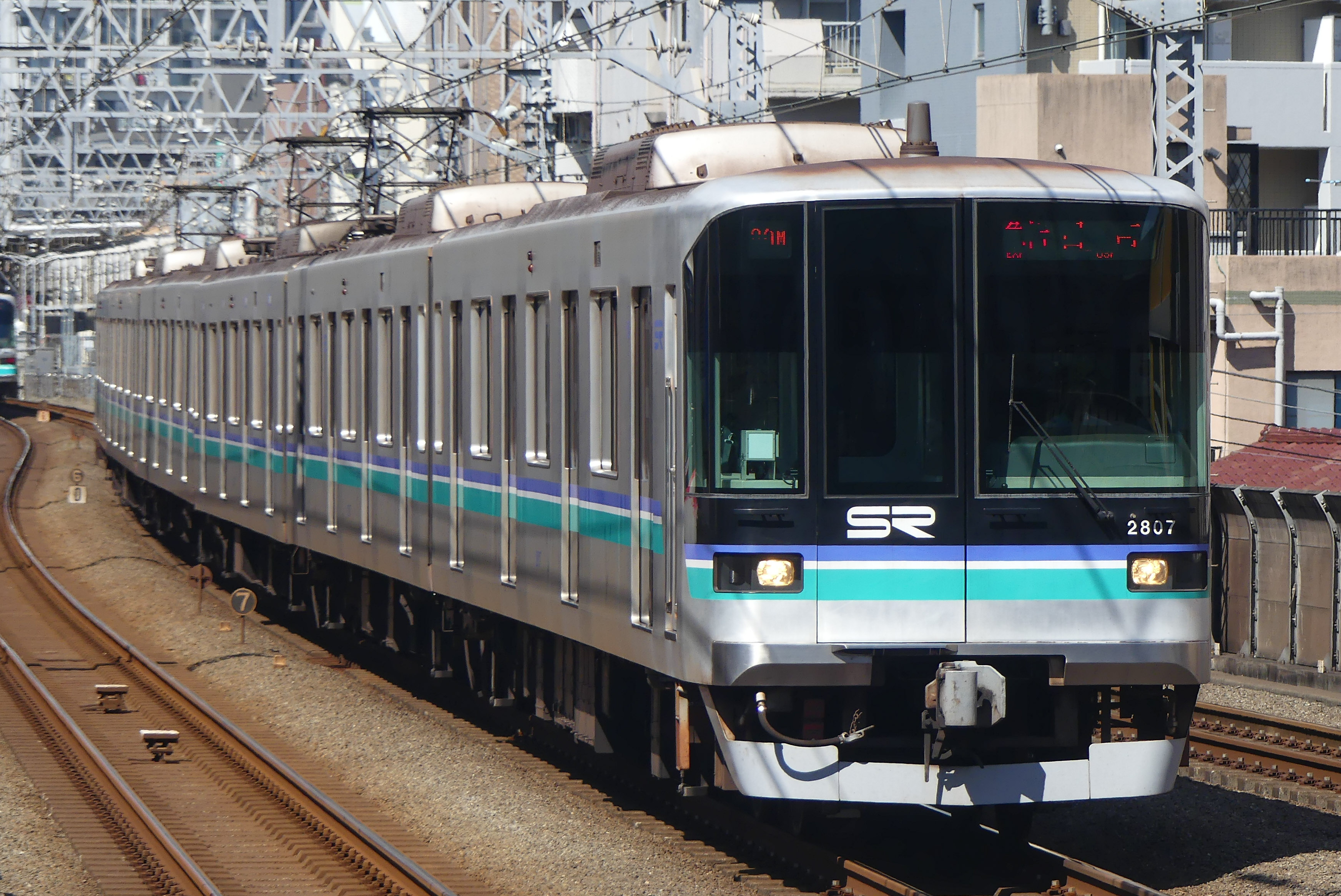
埼玉高速鐵道2000系
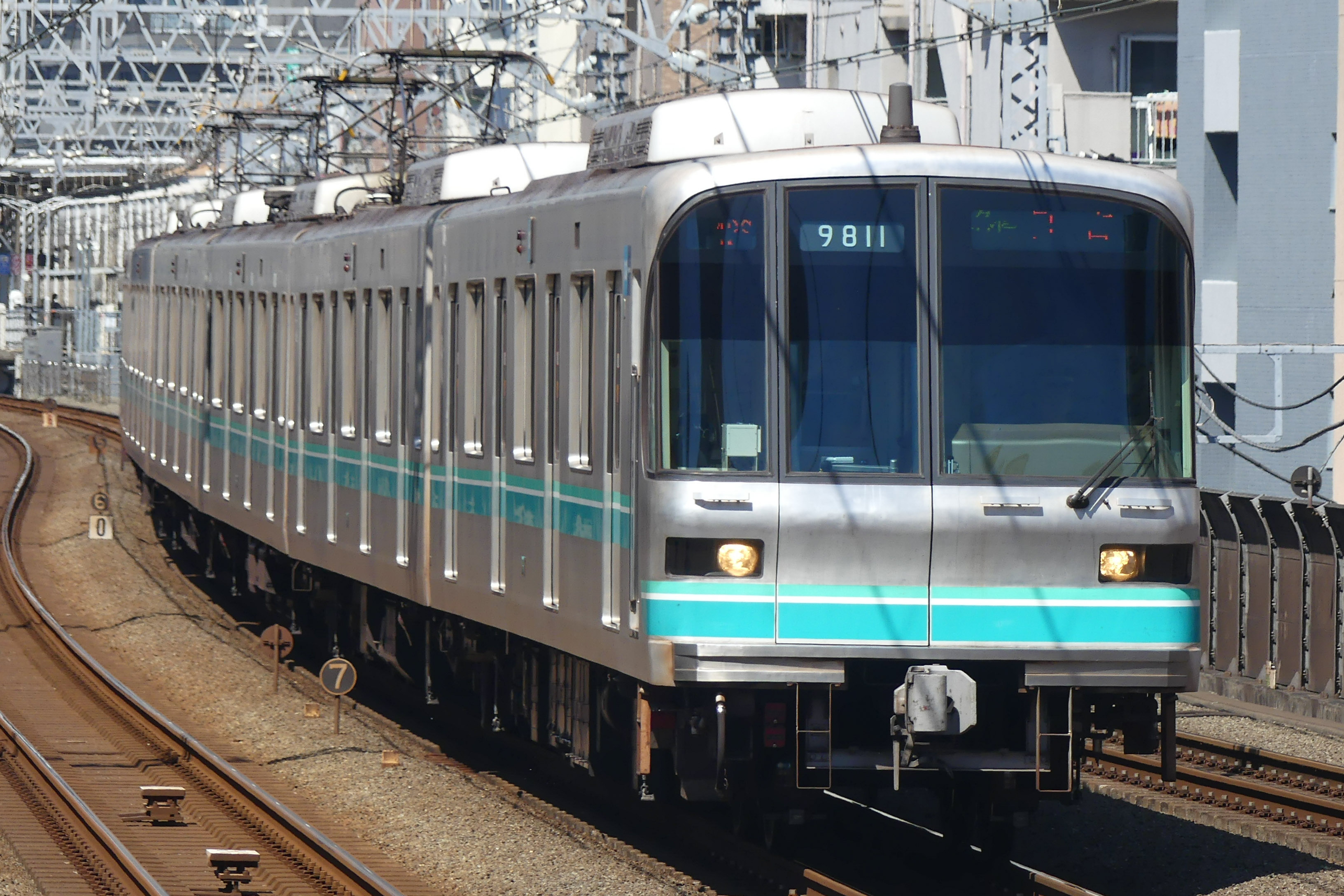
營團9000系（1-4次車）
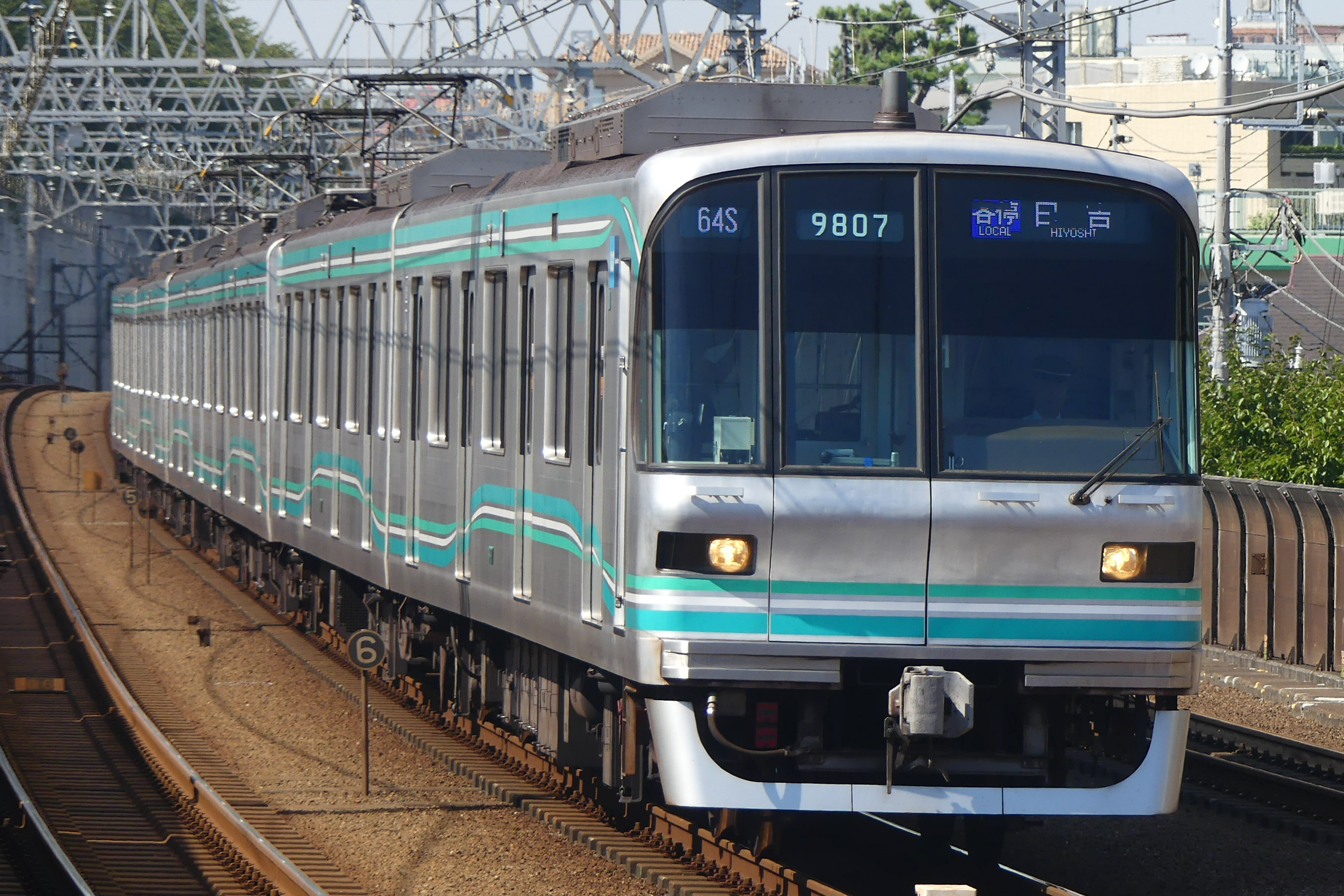
營團9000系（1-4次車、B修）
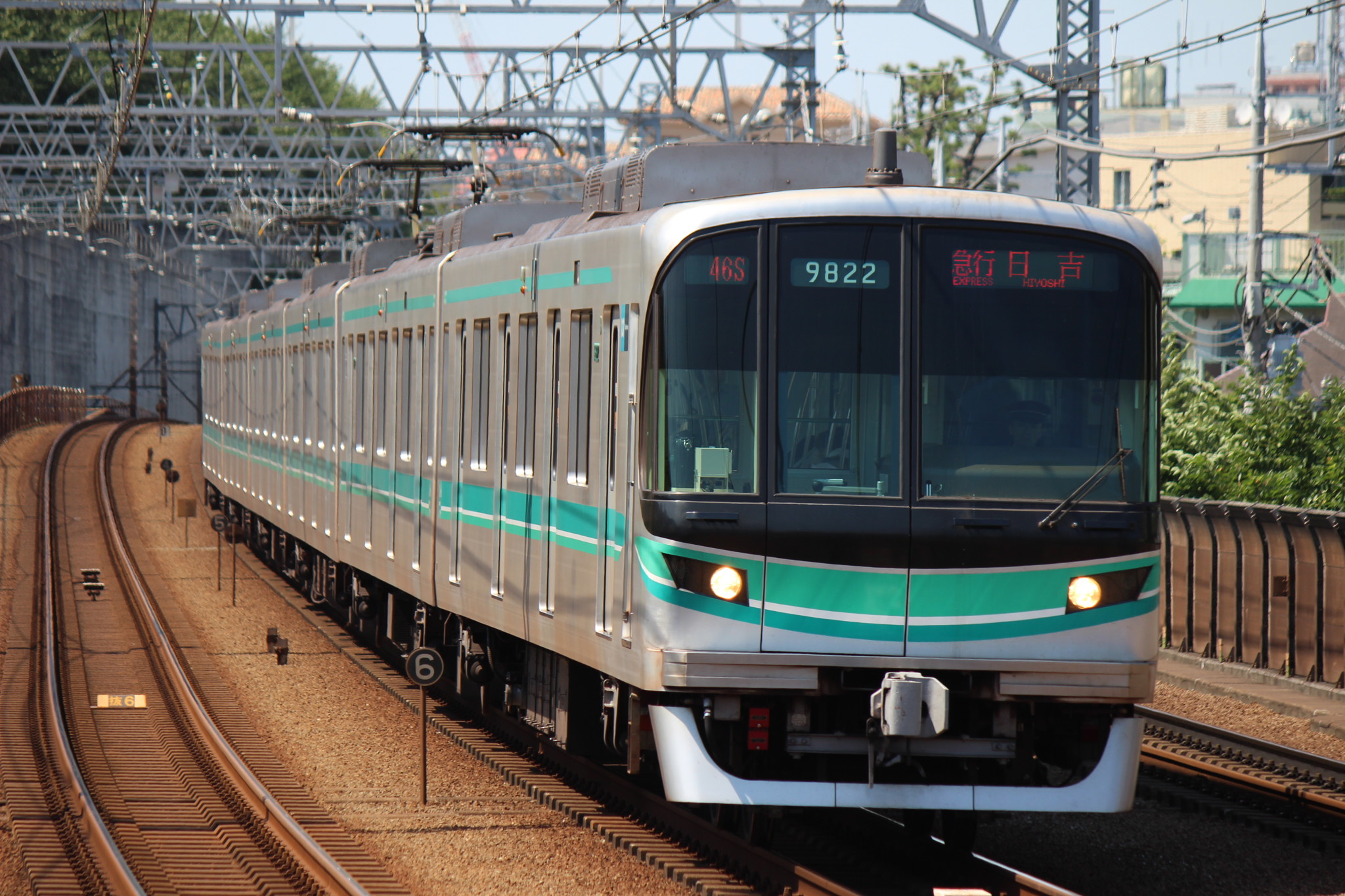
營團9000系（5次車）
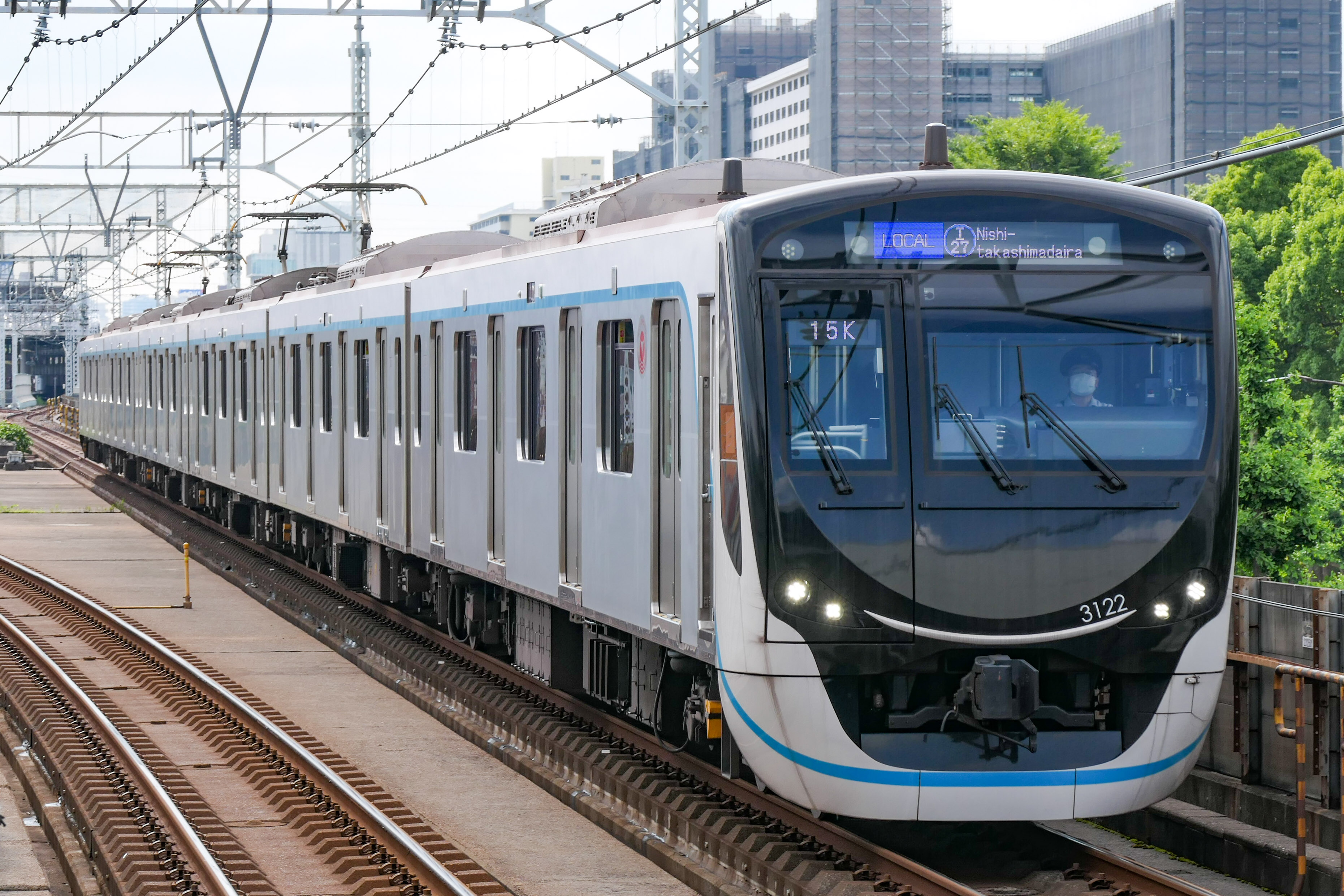
東急3020系
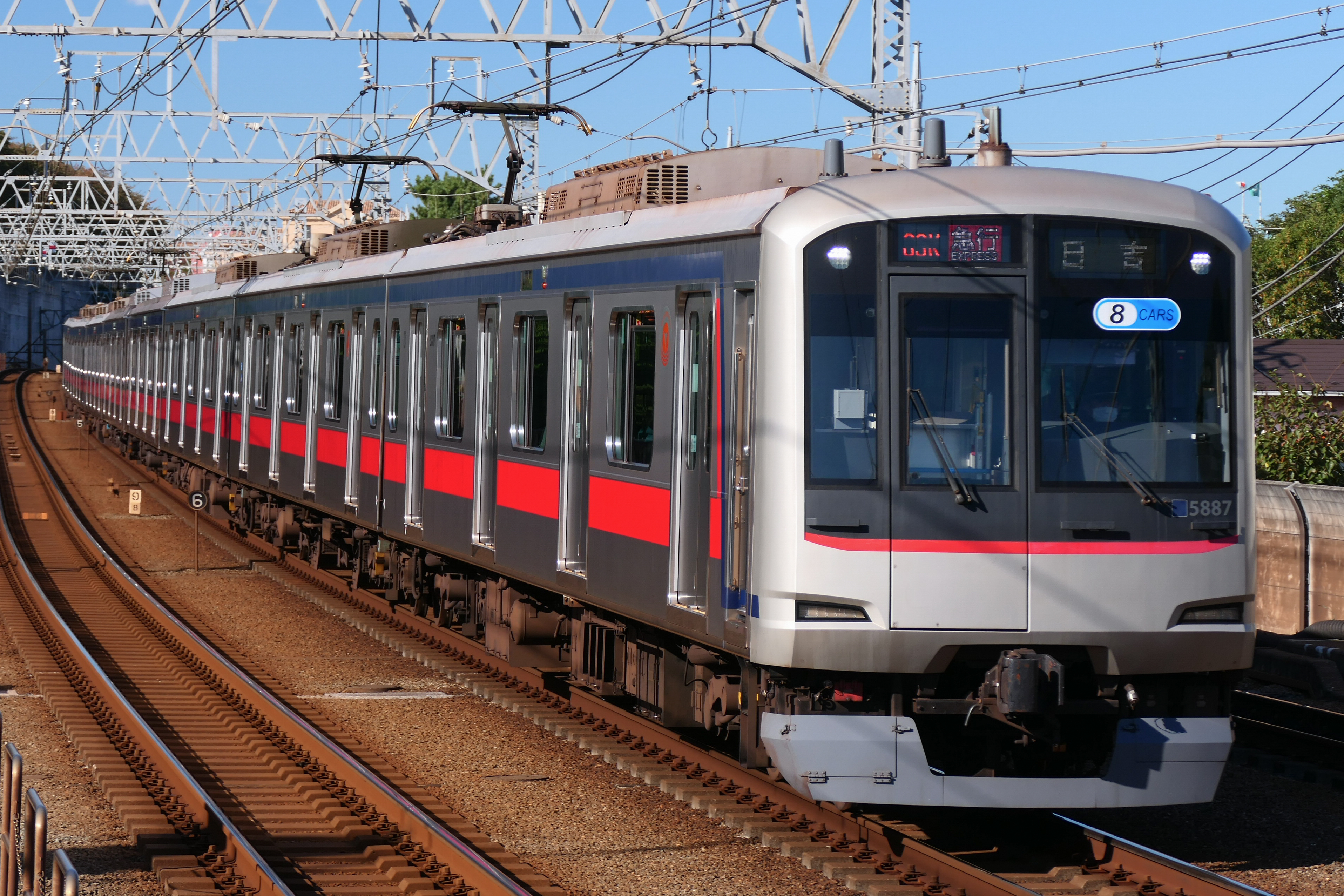
東急5080系
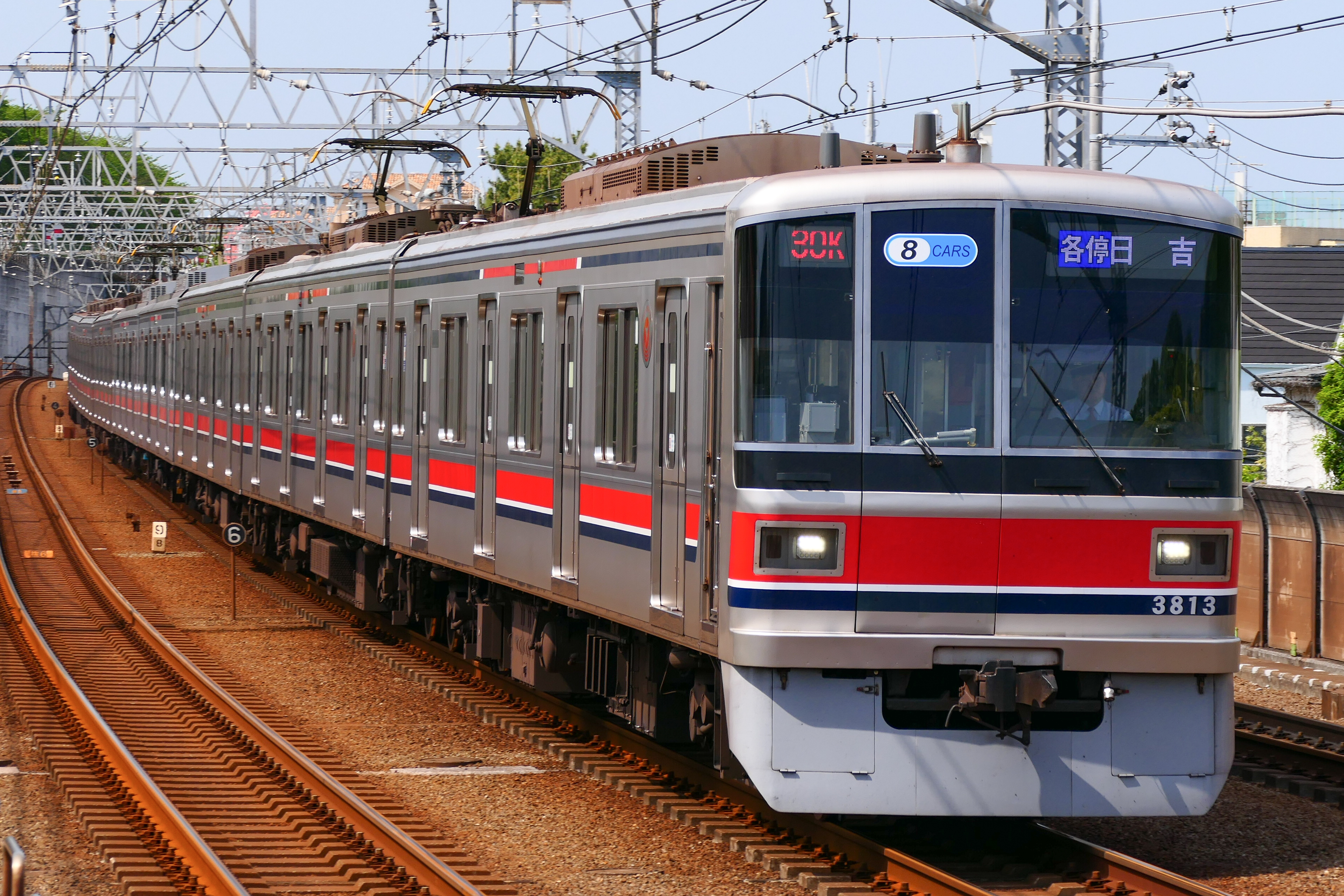
東急3000系
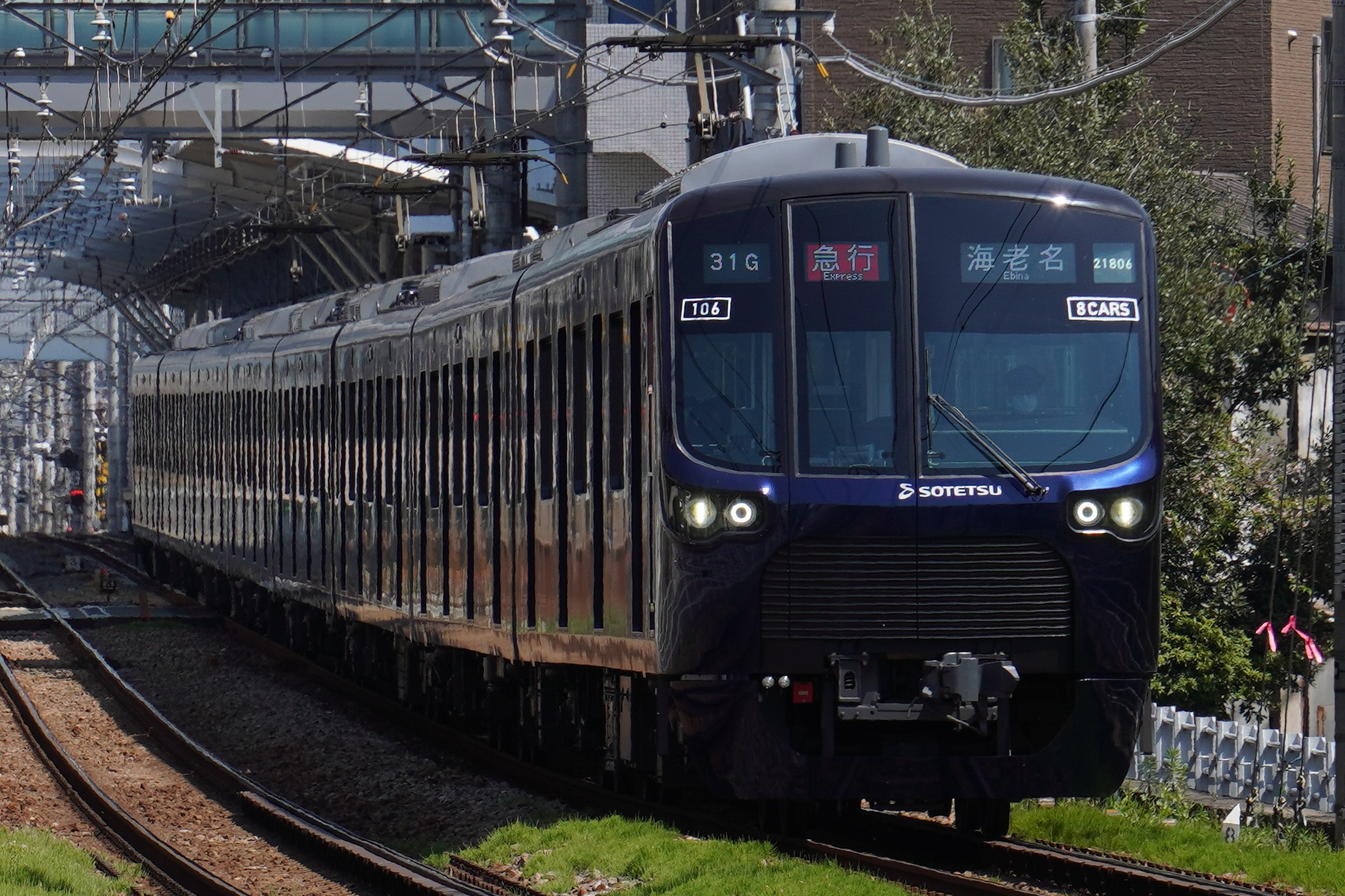
相鐵21000系

## 車站列表
- 路線不設顏色，只設定車站顏色。

| 車站編號 | 車站顏色 | 中文站名 | 日文站名 | 日文站名 | 站間距離 | 營業距離 | 接續路線                                                          | 所在地     | 所在地     |
| -------- | -------- | -------- | -------- | -------- | -------- | -------- | ----------------------------------------------------------------- | ---------- | ---------- |
|          |          |          |          |          |          |          |                                                                   |            |            |
| SR19     | -        | 赤羽岩淵 |          |          | -        | 0.0      | 東京地下鐵： 南北線（N-19） （途經目黑站直通運行至 目黑線日吉站） | 東京都北區 | 東京都北區 |
| SR20     |          | 川口元鄉 |          |          | 2.4      | 2.4      |                                                                   | 埼玉縣     | 川口市     |
| SR21     |          | 南鳩谷   |          |          | 1.9      | 4.3      |                                                                   | 埼玉縣     | 川口市     |
| SR22     |          | 鳩谷     |          |          | 1.6      | 5.9      |                                                                   | 埼玉縣     | 川口市     |
| SR23     |          | 新井宿   |          |          | 1.6      | 7.5      |                                                                   | 埼玉縣     | 川口市     |
| SR24     |          | 戶塚安行 |          |          | 2.5      | 10.0     |                                                                   | 埼玉縣     | 川口市     |
| SR25     |          | 東川口   |          |          | 2.2      | 12.2     | 東日本旅客鐵道： 武藏野線（JM23）                                 | 埼玉縣     | 川口市     |
| SR26     |          | 浦和美園 |          |          | 2.4      | 14.6     |                                                                   | 埼玉縣     | 埼玉市綠區 |

1. ↑  與其他公司接續的共同使用站，是東京地下鐵的管轄站。

## 未来计划
在2000年《運輸政策審議会答申第18号》就提出将埼玉高速鐵道線浦和美園 - 岩槻 - 蓮田的延伸应该在2015年開業，甚至有继续延伸至羽生市的构想。2005年「埼玉高速铁道延伸检讨委員会」规划了在岩槻与東武野田線直通运转，包括大宫路线与春日部路线两个方案。此外，为提升乘客便利性，相关部门曾多次探讨是否在线内开行快速列车。
但2012年3月13日，“地下铁7号线延伸研讨委员会”就延伸可行性作出“未达到一般标准”的结论，认定当前实施条件尚不成熟。不过委员会同时指出“通过推进沿线区域活化开发，可提升项目评估价值”。对此，埼玉市政府于同年4月23日在市政厅设立“地下铁7号线延伸实施方案研讨会”，开始系统性梳理延伸工程面临的课题。10月1日，市长清水勇人宣布推迟原定2012年度启动的岩槻站延伸计划，转为优先推进沿线城镇建设，目标五年后启动工程。
2016年交通政策审议会发布的《交通政策审议会答复第198号》中，对埼玉高速鐵道線延伸提出意见称：“鉴于项目可行性存在挑战，期待相关地方政府在切实推进沿线开发、增加流动人口等有助于确保可行性需求培育的措施基础上，对项目计划进行充分论证”。2021年埼玉縣与埼玉市宣布将就埼玉高速鐵道線延伸规划，設置部局長会議以展开合作。